# Vincent La Chapelle
Vincent La Chapelle (1690 o 1703 - 1745) va ser un cuiner i escriptor culinari francès.

## Biografia
Vincent La Chapelle va ser cuiner de l'ambaixador britànic a La Haia, Felipe Stanhope de Chesterfield, entre 1728 i 1731. Aquell últim any, va freqüentar la lògia maçònica Grand Lodge of the Freemasons of England de Londres.
El març de 1734, Vincent La Chapelle va seguir al príncep d'Orange quan aquest va tornar als Països Baixos després haver-se casat amb Ana de Hannover a Londres. És molt probable que es coneguessin abans, atès que Vincent havia estat cuiner de l'ambaixador anglès.
Vincent La Chapelle va fundar una lògia maçònica el 8 de novembre de 1734, probablement a l'Haia o a Leeuwarden. Una lògia dels Països Baixos encara porta el seu nom.
La Chapelle va treballar també a el servei de Joan V de Portugal i a casa de Madame de Pompadour, favorita de Lluís XV de França.

## Escriptor culinari
Mentre estava a el servei del comte de Chesterfield, Vincent La Chapelle va escriure en anglès i va publicar el 1733, el Modern cook (El cuiner modern ), obra en tres volums. Una edició francesa en quatre volums, el Cuisinier moderne, va ser publicada a 1735 a Amsterdam. És un dels grans clàssics de segle xviii, i va tenir una forta influència en la cuina practicada per l'aristocràcia d'Anglaterra. En certa manera, La Chapelle va adaptar algunes receptes del seu predecessor, François Massialot, que va redactar Le Cuisinier royal et bourgeois (El cuiner reial i burgès ), llibre dedicat a la cuina ia la confiteria, el 1691. Tots dos autors es van disputar de fet l'autoria d'algunes de les receptes.
La Chapelle és el primer escriptor culinari que va insistir marcar una ruptura amb la cuina del passat i a qualificar la seva cuina de moderna. La seva obra és precursora d'una sèrie de receptaris profusament il·lustrats que gairebé podrien considerar llibres d'art.
El 1742, La Chapelle publica una obra en cinc volums, Le cuisinier moderne, qui apprend à Donner toutes sortes de repas, en Gras & a Maigre, d'une manière plus Delicate que ce qui en a été écrit jusqu'à présent: divisé en cinq volumes, avec de nouveaux modeles de Vaisselle, & des Desseins de Table dans le grand goût d'aujourd'hui, gravez en Taille-douce... / par li sieur Vincent La Chapelle (el cuiner modern, que ensenya a donar tota classe de menjars, greixos & magres, d'una manera més delicada que el que s'ha escrit fins al present: dividit en cinc volums, amb nous models de vaixelles, & dibuixos ) a l'Haia. El llibre conté gravats d'utensilis, vaixelles i decoracions de taules, i és amè de llegir.
La Chapelle mai va encarregar la publicació de les seves obres a un editor: publicar totes les seves obres pel seu compte, assumint personalment els costos d'edició i impressió.
En la línia iniciada per François Pierre de La Varenne, recorre freqüentment a les herbes aromàtiques, però redueix les espècies per preservar el gust original dels aliments. Algunes receptes, a les que anomena "índies", s'acompanyen d'arròs. Separa també les receptes entre magres i grasses, per respectar els períodes de Quaresma. Presenta els llavors tradicionals brous medicinals o revigoritzants, molt en voga al segle XVII per a persones malaltes, així com receptes recomanades per a la Marina i altres destinades a potencials menjadors populars. L'obra plasma l'experiència combinada d'un xef, d'un administrador i d'un mestre de cerimònies.

## Altres publicacions de Vincent La Chapelle
- Chansons de la Très-Venerable Confrairie des Maçons libres ( Cançons de la molt venerable confraria dels maçons lliures ), Den Hague, 1735[2]
- Chansons Originaires des Francs-Maçons suivie de la Muse Maçonne ou Recueil de nouvelles Chansons sur la Maçonnerie (Cançons originàries dels francmaçons seguida de La musa maçona, o recull de noves cançons sobre la francmaçoneria ), l'Haia, 1744 (aproximadament)[2]